# أندرسون دي جيسوس راموس
أندرسون دي جيسوس راموس (بالبرتغالية: Anderson de Jesus Ramos‏) (10 سبتمبر 1979 بساو باولو في البرازيل - ) هو لاعب كرة قدم برازيلي في مركز الهجوم. لعب مع نادي أفاي لكرة القدم ونادي الحزم ونادي سي آر بي.